# Friedrich August Fischer
Friedrich August Fischer (* 16. August 1727 in Wittenberg; † 7. Dezember 1786 ebenda) war ein deutscher Rechtswissenschaftler sowie Professor an der Universität Wittenberg, zuletzt im Rang und mit Titel eines kurfürstlich-sächsischen Wirklichen Appellationsrates.

## Leben
Fischer studierte an der Universität seiner Heimatstadt und absolvierte ein Studium der Rechtswissenschaften. 1752 wurde er kursächsischer Steuerprokurator, stieg 1758 in den Rat der Stadt Wittenberg auf und promovierte zum Doktor der Rechte. Nachdem ihm 1759 das Amt des Stadtrichters übertragen wurde, wurde er Hofgerichts- und Konsistorialadvokat. 1763 wechselte Fischer als ordentlicher Beisitzer an die juristische Fakultät der Universität Wittenberg und legte 1764 seine Ämter als Steuerprokurator, als Stadtrichter und als Advokat am Konsistorium nieder.
Fischer übernahm die ordentliche Professur der Institutionen, womit er Beisitzer am Wittenberger Hofgericht und am Wittenberger Schöppenstuhl wurde. 1765 übernahm er die Professur der Dignesti infortiati et novi. 1772 erhielt Fischer vom sächsischen Kurfürsten Friedrich August III. den Rang und den Titel eines kurfürstlich-sächsischen Wirklichen Appellationsrat in Dresden am dortigen Appellationsgericht, welches Amt er zweimal im Jahr versah. Schlussendlich übernahm er 1782 die Professur der Digesti veteris, womit ein Beisitz am Wittenberger Konsistorium verbunden war. Obwohl Fischer in der Geschichte der Rechtswissenschaften nicht sonderlich in Erscheinung getreten ist, hat er sich an der Verwaltung der Wittenberger Universität beteiligt und war in den Sommersemestern 1769 und 1783 Rektor der Hochschule.

## Familie
Friedrich August Fischer war der Sohn des Wittenberger Postmeisters Johann Friedrich Fischer († 4. November 1735 in Wittenberg) und dessen 1726 geheirateter Ehefrau Christine Elisabeth geb. Krebs († 9. Juni 1737 in Wittenberg), Tochter des Wittenberger Bürgers und Kramers Johann George Krebs.
Fischer war drei Mal verheiratet. In erster Ehe heiratete er am 22. Mai 1760 in Wittenberg Johanna Friederika geb. Reinhardt (* 18. September 1727 in Wittenberg; † 20. März 1764 ebenda), Tochter des königlich-polnischen und kurfürstlich-sächsischen Appellationsrates, Assessors der Juristenfakultät und Wittenberger Bürgermeisters, Christian Gottlieb Reinhardt.
In zweiter Ehe heiratete Fischer 1765 in Wittenberg Christiane Henriette geb. Preller (* 10. August 1741 in Wittenberg; † 5. Juni 1772 ebenda), Tochter des kursächsischen Geleit- und Postkommissars, späteren Akzisekommissars, Loth Friedrich Preller (1706–1774).
In dritter Ehe heiratete Fischer am 22. April 1773 in Walda bei Großenhain Johanna Ursula Charlotta Christiana geb. Schröter († 23. August 1777 in Wittenberg), jüngste Tochter des Juristen, kurfürstlich-sächsischen Oberkonsistorialrates sowie Rittergutsbesitzers auf Walda bei Großenhain mit Bauda und Wildenhain, Johann Paul Schröter (1719–1782). Das Paar hatte drei Töchter:
- Johanne Friederike Auguste Henriette Fischer (* 2. April 1774 in Wittenberg; † 12. Dezember 1786 ebenda),
- Johanna Ferdinandina Augusta Fischer (* 2. September 1775 in Wittenberg),
- Ursula Friederika Rudolphina Fischer (* 18. August 1777 in Wittenberg; † 1. Februar 1858 in Dresden) heiratete 1798 den Wirklichen Geheimen Kriegsrat und Vizepräsident des sächsischen Geheimen Kriegsratskollegiums, Christoph Sigismund Freiherr von Gutschmid (1757–1815).[5]

Fischers dritte Ehefrau starb im Wochenbett nach der Geburt der dritten Tochter.

## Werkauswahl
1. Diss. inaug. de veritate per clericum emenda. Wittenberg 1758
2. Diss. de petitione Apostolorum, atque postissimum eius fatali in Lusatia superiore a die latae sententiae computando. Wittenberg 1762.
3. Diss. sistens observationes iuris Saxonici, de iure cognoscendi et ventlendi cerevisiam. Wittenberg 1765
4. Prog. retractum consanguinitatis in heredes extraneos ne per litis quidem contestationem transmitti. Wittenberg 1764
5. Diss. Observationum iurís criminalis specimen I. Wittenberg 1767
6. Diss. queraadmodum militibus succedatur? Wittenberg 1773
7. Prog. de dominio propter residuum pretium in fundorum venditione reservato. Wittenberg 1770
8. Prog. de quaestione: num legatarius heredem ex testamento processu executivo convenire queat ? Wittenberg 1705